# Adelmo Bulgarelli
Adelmo Bulgarelli (Modena, Italia, 23 de marzo de 1932-20 de julio de 1984) fue un deportista italiano especialista en lucha grecorromana donde llegó a ser medallista de bronce olímpico en Melbourne 1956.

## Carrera deportiva
En los Juegos Olímpicos de 1956 celebrados en Melbourne ganó la medalla de bronce en lucha grecorromana estilo peso pesado, tras el luchador soviético Anatoli Parfenov (oro) y el alemán Wilfried Dietrich (plata).